# Lawson Butt
W. Lawson Butt (nasceu em 4 de março de 1880, Bristol, Gloucestershire – faleceu em 14 de janeiro de 1956, Hampshire) foi um diretor de cinema e ator britânico da era do cinema mudo.

## Filmografia selecionada
Ator
- Romeo and Juliet (1916)
- The World and Its Woman (1919)
- The Loves of Letty (1919)
- Earthbound (1920)
- Dante's Inferno (1924)
- The Chicago Fire (1925)
- The Beloved Rogue (1927)
- Old San Francisco (1927)
- The Ringer (1928)

Diretor
- Afterwards (1928)

## Galeria de imagens

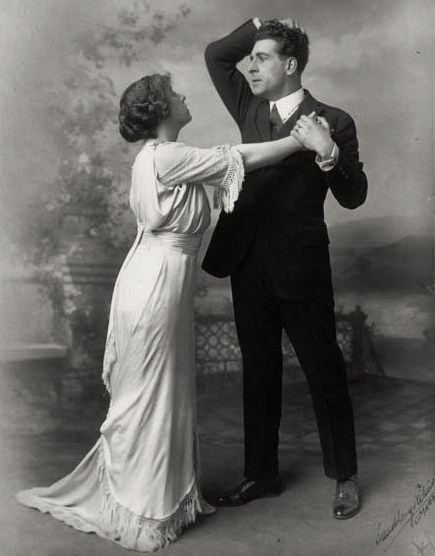
Com Sarah Truax, em O Jardim de Alá (versão 1914, foto promocional)
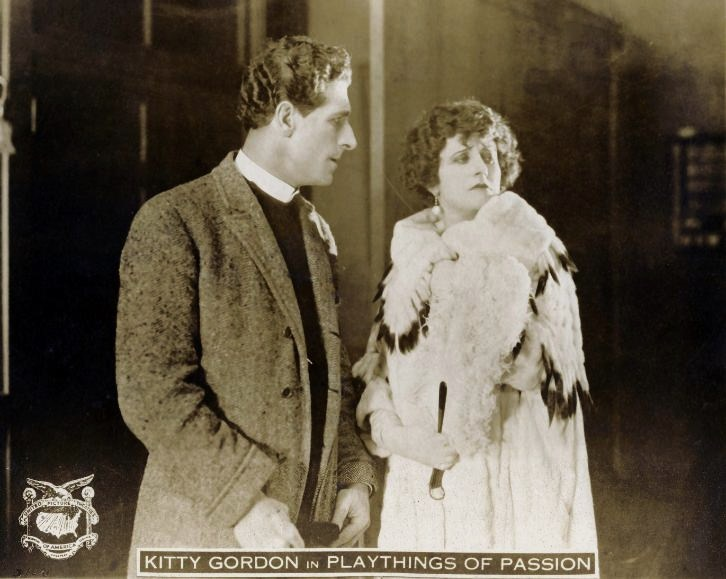
Com Kitty Gordon, em Playthings of Passion (1919, foto promocional)
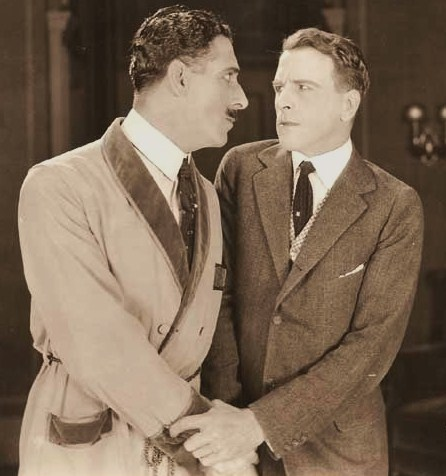
Com Milton Sills (à d.), em The Street Called Straight (1920, foto promocional)
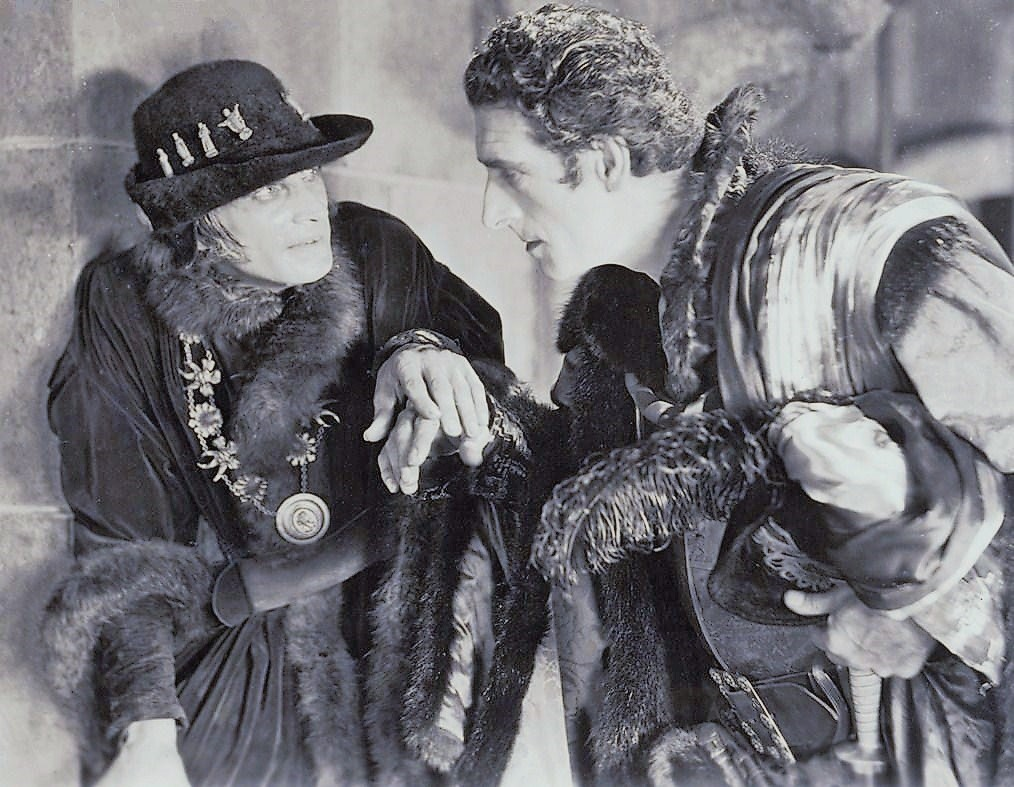
Com Conrad Veidt (à e.), em The Beloved Rogue (1927, foto promocional)